# Akiptera semiflava
Akiptera semiflava là một loài bọ cánh cứng trong họ Cerambycidae.